# G-Dragon
Kwon Ji-yong (hangul: 권지용; hanja: 權志龍; rr: Gwon Ji-yong; Seul, 18 de agosto de 1988), mais conhecido pelo nome artístico G-Dragon (hangul: 지드래곤),é um rapper, compositor, produtor musical, empresário e designer de moda sul-coreano. Também expandiu-se paralelamente para área do design de moda e filantropia. Ele iniciou sua carreira musical aos seis anos de idade, quando ingressou no grupo infantil Little Roo'Ra. Após o fim do contrato do grupo, tornou-se um trainee da S.M. Entertainment durante cinco anos. Logo após  deixar a mesma e adquirir interesse pelo hip hop, ele tornou-se um trainee da YG Entertainment aos treze anos, após despertar a atenção de Sean, da dupla de hip hop Jinusean. Em 2006,  conquistou popularidade como um dos integrantes do grupo masculino Big Bang, que realizou sua estreia no mesmo ano.
Seu primeiro álbum solo Heartbreaker e sua faixa título de mesmo nome, ambos lançados em 2009, obtiveram sucesso comercial e lhe atribuíram o prêmio de Álbum do ano no Mnet Asian Music Awards. Em 2010, juntamente com seu companheiro de grupo T.O.P, formou a subunidade GD&TOP, que incluiu o lançamento de um álbum autointitulado, que atingiu o topo da parada sul-coreana Gaon Album Chart. Seu primeiro extended play (EP) One of a Kind (2012), foi aclamado pela crítica e rendeu a G-Dragon sua primeira entrada na parada estadunidense Billboard World Albums, posicionando-se em número um. O mesmo produziu os singles "That XX" (hangul: 그 XX; rr: Geu XX) e "Crayon" (hangul: 크레용; rr: Keureyong), com o primeiro liderando a Gaon Digital Chart. Em 2013, G-Dragon embarcou na One of a Kind World Tour, sua primeira turnê mundial, convertendo-se no primeiro solista coreano a realizar uma turnê nas arenas de cúpula japonesas. Ele foi premiado no mesmo ano, como o Artista do Ano no Mnet Asian Music Awards, após o êxito de seu segundo álbum de estúdio Coup d'Etat (2013), que produziu o single "Who You?" (hangul: 니가 뭔데; rr: Niga Mwonde), o qual liderou a Gaon Digital Chart. Adicionalmente, o álbum venceu o prêmio de Melhor Álbum do Mundo no World Music Awards. Seu segundo EP Kwon Ji Yong de 2017, gerou o single "Untitled, 2014" e para a sua promoção, a turnê acompanhante Act III: M.O.T.T.E World Tour foi executada, tornando-se a maior já realizada por um solista coreano.
Amplamente reconhecido por sua influência na cultura jovem, por suas tendências de moda e música, G-Dragon foi nomeado pela revista Forbes em 2016, como a pessoa mais influente da indústria do entretenimento e dos esportes da Ásia com menos de trinta anos. Suas contribuições para a indústria musical, onde possui o registro de 23 canções escritas ou co-escritas por ele, que atingiram o topo da Gaon Digital Chart, além de sua colaboração para a propagação da onda coreana internacionalmente,

## Biografia e carreira

### 1988–2005: Infância e adolescência
Nascido e criado em Seul, Coreia do Sul, Kwon Ji-yong foi inserido na indústria do entretenimento ainda criança. Ele realizou sua primeira aparição na televisão através do programa infantil Bbo Bbo Bbo da MBC. Aos seis anos de idade, tornou-se integrante do grupo infantil Little Roo'Ra. Após o lançamento de um álbum de natal, o contrato do grupo foi rescindido por sua gravadora, o que Kwon descreveu como "chocante" e embora tenha prometido à mãe que "não tentaria [se tornar um cantor] novamente", ele tornou-se um trainee da SM Entertainment aos oito anos, após ser descoberto pela mesma, enquanto realizava uma viagem de esqui com sua família. Aos treze anos e após um período de cinco anos como um trainee com especialização em dança, Kwon decidiu deixar a SM Entertainment, por estar incerto sobre o que realmente gostaria de fazer.
Previamente aos nove anos, Kwon foi apresentado ao grupo de rap estadunidense Wu-Tang Clan, através de um amigo. Inspirado por sua música, desenvolveu interesse em fazer rap e começou a ter aulas. Mais tarde, sob a tutela do grupo de hip hop People Crew, ele participou do lançamento do álbum coreano Hip Hop Flex em 2001, tornando-se o mais jovem rapper coreano aos treze anos de idade. Embora Kwon tenha escrito suas próprias letras, ele admitiu mais tarde, que seu "inglês era ruim e a história por trás das letras eram apenas mais um típico: Eu sou jovem, mas sou o melhor". Além disso, ele e seu futuro companheiro de grupo, Choi Seung-hyun, tornaram-se "amigos de vizinhança no ensino fundamental" e frequentemente dançavam e faziam rap juntos, até Kwon mudar-se. Através de sua participação no álbum Hip Hop Flex (2001), Kwon acabou despertando o interesse de Sean, da dupla de hip hop Jinusean da YG Entertainment, que mais tarde recomendou-o ao CEO Yang Hyun-suk. Após assinar um contrato como um trainee, ele passou seu primeiro ano na mesma, executando a limpeza do estúdio para os outros artistas e buscando garrafas de água para eles durante suas práticas de dança. No local, conheceu o também trainee e futuro companheiro de grupo Dong Young-bae e passou a utilizar o nome artístico G-Dragon, que provém de seu nome Ji-yong, onde Ji é pronunciado na língua coreana como a letra G em língua inglesa e Yong é o significado em coreano da palavra "Dragon".

### 2006–2008: Estreia com o Big Bang

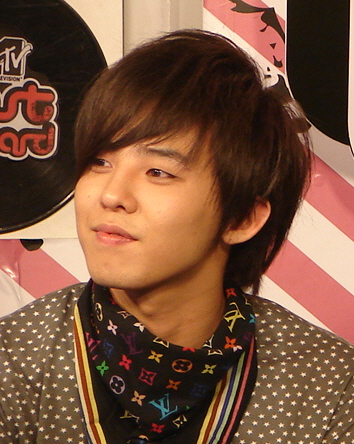
G-Dragon no MTV Fast Forward na Tailândia em 2007.

Embora inicialmente G-Dragon estivesse programado para estrear ao lado de Dong como a dupla de hip hop GDYB (com Dong utilizando posteriormente o nome artístico de Taeyang), o plano foi descartado pela YG Entertainment, que optou pela formação de um grupo masculino. Dessa forma, G-Dragon contactou Choi a fim de realizar uma audição, onde o mesmo foi bem sucedido e mais tarde, passou a utilizar o nome artístico de T.O.P. Os três foram pareados com mais três trainees (Daesung, Seungri e Hyun-seung) para formar o grupo Big Bang em 2006. Sua formação foi transmitida na televisão através de um documentário e antes de sua estreia oficial, Hyun-seung foi eliminado e o grupo permaneceu sendo composto por cinco membros.
Para sua estreia, o Big Bang lançou três álbuns singles, que precederam o lançamento de seu primeiro álbum de estúdio, Big Bang Vol.1 - Since 2007 (2006), que incluiu a canção "This love", uma versão cover da banda de pop-rock estadunidense Maroon 5 e a primeira canção solo de G-Dragon pela YG Entertainment. Mais tarde em 2007, o primeiro grande êxito do grupo, ocorreu através do lançamento do extended play (EP) Always e de seu single "Lies" (hangul: 거짓말; rr: Geojitmal), composto por G-Dragon. Através de seus lançamentos posteriores, o Big Bang distanciou-se de seus materiais anteriores e viu o aumento do envolvimento de G-Dragon em sua produção. Diversas canções compostas por ele, atingiram o topo das paradas musicais sul-coreanas, como os singles "Last Farewell" (hangul: 마지막 인사; rr: Majimak Insa) de Hot Issue (2007) e "Day by Day" (hangul: 하루하루; rr: Haru Haru) de Stand Up (2008).
Tendo produzido uma grande parte dos materiais do Big Bang, em 2008, G-Dragon também envolveu-se na produção de Hot, o EP de estreia de Taeyang. Logo em seguida, G-Dragon gravou uma "parte dois" do single principal de Hot, de nome "Only Look at Me" (hangul: 나만 바라 봐, rr: Naman Barabwa), que foi lançado em formato digital.

### 2009–2011: Desenvolvimento da carreira solo,HeartbreakereGD&TOP

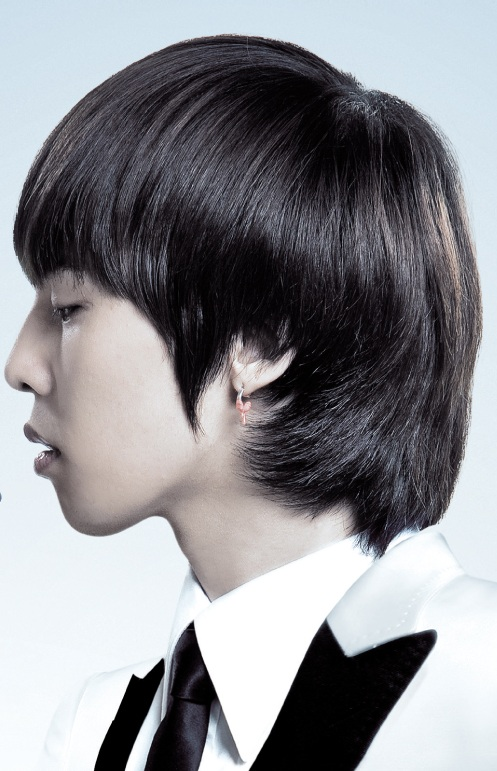
G-Dragon em campanha publicitária de 2009

Em 2009, G-Dragon realizou uma participação no álbum da cantora Lexy e uma colaboração com o grupo japonês W-inds através de seu single "Rain Is Fallin'/ Hybrid Dream". Ademais, seu primeiro álbum solo, intitulado Heartbreaker, inicialmente programado para ser lançado em abril daquele ano, foi adiado para o mês de agosto, a fim de coincidir com seu aniversário de 21 anos (22 anos na Coreia do Sul). O álbum que apresentou colaborações de G-Dragon com outros artistas da YG Entertainment e que foi impulsionado por seu single homônimo que vendeu cinco milhões de cópias digitais, ultrapassou vendas de 300 mil cópias e venceu o prêmio de Álbum do Ano no Mnet Asian Music Awards de 2009. Logo após o lançamento do álbum, G-Dragon foi acusado de plágio pela Sony Music, através das faixas "Heartbreaker" e "Butterfly", que foram acusadas de serem similares a "Right Round" do rapper estadunidense Flo Rida e "She’s Electric" da banda inglesa Oasis, respectivamente. Contudo a EMI, responsável pela distribuição de "Right Round", manifestou-se dizendo que não havia encontrado semelhanças entre as duas canções.
Em 6 de março de 2010, a YG Entertainment anunciou que havia contactado pessoalmente os representantes de Flo Rida e que o mesmo havia aceitado participar de Shine a Light, o primeiro álbum ao vivo de G-Dragon. Em apoio a Heartbreaker, G-Dragon realizou ainda seu primeiro concerto solo na Olympic Gymnastics Arena em dezembro de 2009, sob o nome de Shine a Light, em um título obtido através das letras da canção "A Boy". Posteriormente, o concerto gerou polêmica ao receber reclamações de conteúdo sugestivo e obscenidade. O Ministério da Saúde, Bem Estar e Assuntos da Família, pediu mais tarde que promotores do governo investigassem se G-Dragon ou a YG Entertainment haviam violado as leis sobre performances obscenas em seu concerto. Contudo, ele foi considerado inocente das acusações em 15 de março de 2010.
Em novembro do mesmo ano, foi anunciado que G-Dragon e T.O.P iriam lançar um álbum em colaboração, a dupla nomeada como GD&TOP, realizou em 14 de dezembro seguinte, um evento ao vivo na Times Square de Yeongdeungpo em Seul, que foi transmitido pela plataforma de vídeos YouTube. O álbum produziu os singles "High High", "Oh Yeah" e "Knock Out" (hangul: 뻑이가요; rr: Ppeogigayo), que precederam seu lançamento. As três canções conquistaram êxito comercial: "High High" venceu diversos programas de música sul-coreanos, enquanto "Oh Yeah" e "Knock Out" atingiram as posições de número dois e cinco, respectivamente na Gaon Digital Chart. O álbum foi lançado na véspera de Natal e estreou no topo da Gaon Album Chart, com uma pré-venda de duzentas mil cópias. No ano seguinte, G-Dragon realizou uma colaboração com Park Myung-soo para o programa Infinite Challenge da MBC, em seu Infinite Challenge Seohae Ahn Highway Song Festival 2011. A dupla lançou em 2 de junho, a canção "Having an Affair" (hangul: 바람났어) com a participação de Park Bom do grupo 2NE1, que tornou-se a segunda canção mais vendida em formato digital do ano de 2011.
Em 5 de outubro de 2011, foi relatado que G-Dragon havia realizado um teste com resultado positivo para maconha, o que resultou na interrupção de suas atividades promocionais. Seu teste de urina realizado previamente no mês de agosto, obteve resultado negativo, porém positivo para o teste feito a partir do conteúdo de seu cabelo em outubro. Por tratar-se de sua primeira infração e com uma quantidade pequena da substância, o caso resultou em um indiciamento e ele não foi penalizado. G-Dragon afirmou mais tarde, que aceitou um cigarro oferecido por um fã durante uma festa realizada no Japão no mês de maio, mas que após perceber que não era um cigarro comum, decidiu jogar fora. Ele fez sua primeira aparição após a controvérsia, em 6 de novembro, através da premiação MTV Europe Music Awards realizada na Irlanda, juntamente com seus companheiros do Big Bang.

### 2012–2013:One of a Kind, primeira turnê mundial eCoup d'Etat

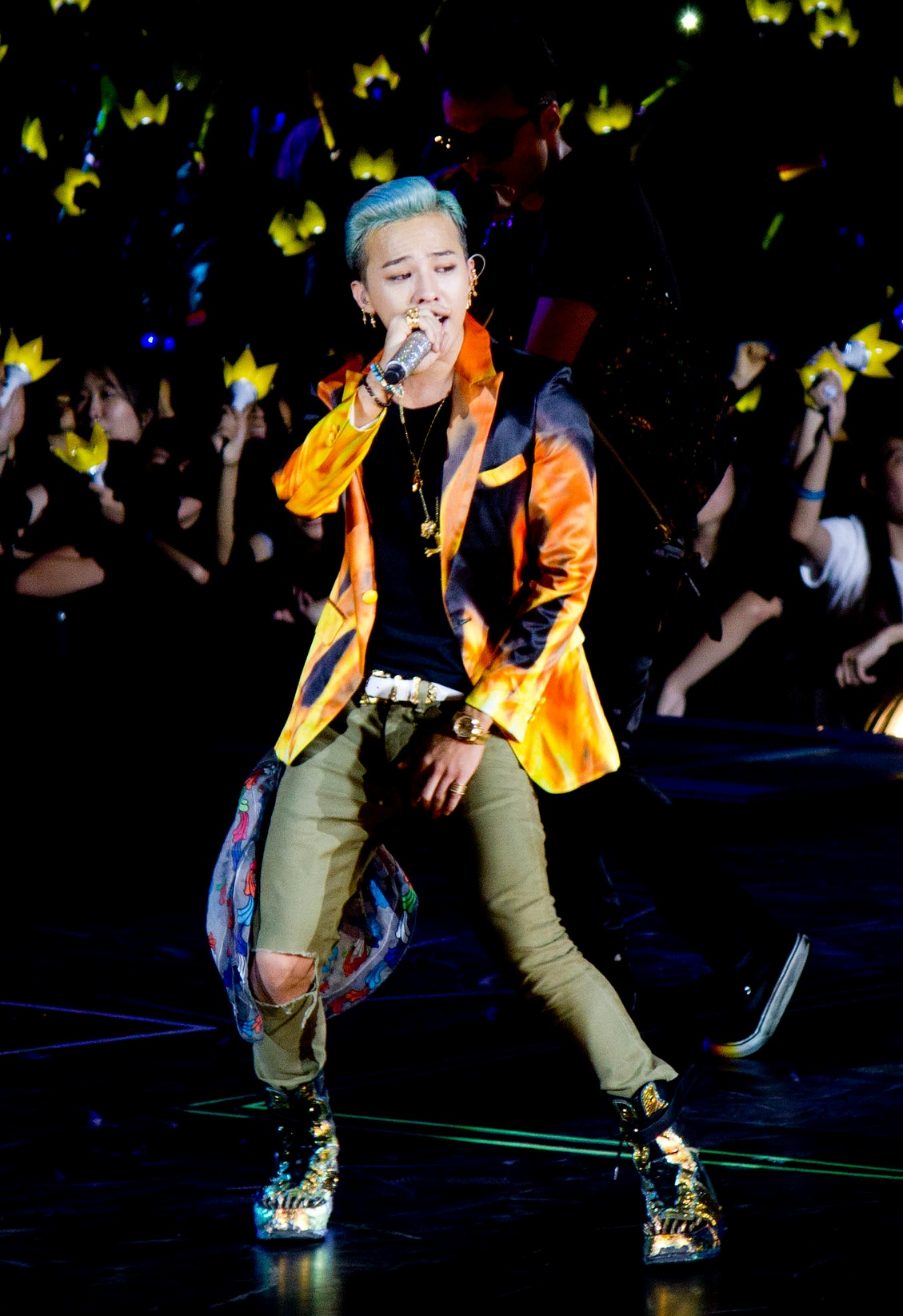
G-Dragon apresentando-se na Alive Galaxy Tour do Big Bang em 2012.

Em 2012, enquanto executava atividades promocionais com o Big Bang e trabalhava em novos materiais solo, G-Dragon realizou uma participação na versão japonesa do álbum Young Foolish Happy da cantora inglesa Pixie Lott, juntamente com T.O.P. Em 15 de setembro, ele lançou seu primeiro EP, One of a Kind, que recebeu críticas positivas. O EP liderou a Billboard World Albums e atingiu a posição de número 161 na Billboard 200. Suas vendas foram de mais de duzentas mil cópias, tornando-se o álbum de um solista mais vendido na Coreia do Sul, ultrapassando seu álbum de estreia Heartbreaker (2009). Com One of a Kind, G-Dragon venceu os prêmios de Melhor Artista Solo Masculino no Mnet Asian Music Awards e de Gravação do Ano no Seoul Music Awards. As canções "That XX" e "Crayon", foram os singles lançados do EP, ambas atingiram as posições de número um e três, respectivamente, na Gaon Digital Chart, com a segunda sendo considerada pela revista Spin, como o melhor single de K-Pop do ano. Além disso, a canção que dá nome ao EP e que teve o intuito de servir como uma apresentação do conceito do mesmo ao público, venceu os prêmios de Melhor Hip hop e Canção de Rap do Ano nas premiações Korean Music Awards e Rhythmer Awards.
No ano seguinte, G-Dragon embarcou na One of a Kind World Tour, tornando-se o primeiro artista solo coreano a realizar apresentações em quatro arenas de cúpula do Japão e o segundo artista solo coreano a realizar uma turnê mundial. A produção custou $ 3,5 milhões de dólares e na ocasião de sua execução, foi a turnê de maior escala da história coreana. A One of a Kind World Tour, foi realizada em oito países a partir de 30 de março de 2013 e visitou treze cidades em 27 concertos. A mesma encerrou-se em 1 de setembro do mesmo ano, reunindo um público total de 570 mil pessoas.
Após excursionar extensivamente, G-Dragon voltou ao estúdio para gravar seu segundo álbum de estúdio coreano. A YG Entertainment anúnciou mais tarde, que a rapper estadunidense Missy Elliott, iria realizar uma participação no álbum. Coup d'Etat foi lançado em duas partes em formato digital e posteriormente como um álbum completo em formato físico em 13 de setembro de 2013. O álbum contou com colaborações de diversos artistas e produtores, incluindo internacionais como Diplo, Baauer, Boys Noize, Sky Ferreira e Siriusmo. Para a sua promoção, G-Dragon e Missy Elliott apresentaram a canção "Niliria" (hangul: 늴리리야; rr: Nililiya) no festival KCON 2013 em Los Angeles. Seis canções de Coup d'Etat posicionaram-se dentro do top 10 da Gaon Digital Chart, incluindo a número um "Who You?". O single de melhor desempenho do álbum foi "Crooked" (hangul: 삐딱하게; rr: Ppiddak-hage), com mais de 1,1 milhão de downloads digitais pagos. O seu vídeo musical correspondente, tornou-se o primeiro vídeo de G-Dragon a superar os cem milhões de visualizações no Youtube. Além disso, a faixa-título "Coup d'Etat" (hangul: 쿠데타; rr: Kudeta) foi escolhida pela Billboard, como uma das faixas de EDM que mudaram o cenário do gênero em 2013. O álbum obteve ainda êxito comercial internacionalmente, entrando na Billboard 200, na posição de número 182, tornando G-Dragon o primeiro artista coreano a realizar múltiplas entradas na tabela. O êxito de Coup d'Etat, levou G-Dragon a vencer um total de quatro prêmios no Mnet Asian Music Awards: Melhor Artista Solo Masculino, Melhor Vídeo Musical por "Coup d'Etat", Melhor Performance de Dança por "Crooked" e o prêmio principal de Artista do Ano. Mais tarde, ele venceu ainda os prêmios de Melhor Artista do Mundo e Melhor Álbum do Mundo no World Music Awards.
No fim do ano, G-Dragon participou do concurso de música do programa Infinite Challenge, realizado em 17 de outubro, em Imjingak, contribuindo com a canção "Going to Try" (hangul: 해볼라고; rr: Haebolago), em um dueto com o comediante Jeong Hyeong-don.

### 2014–2016: Colaborações e produção de músicas

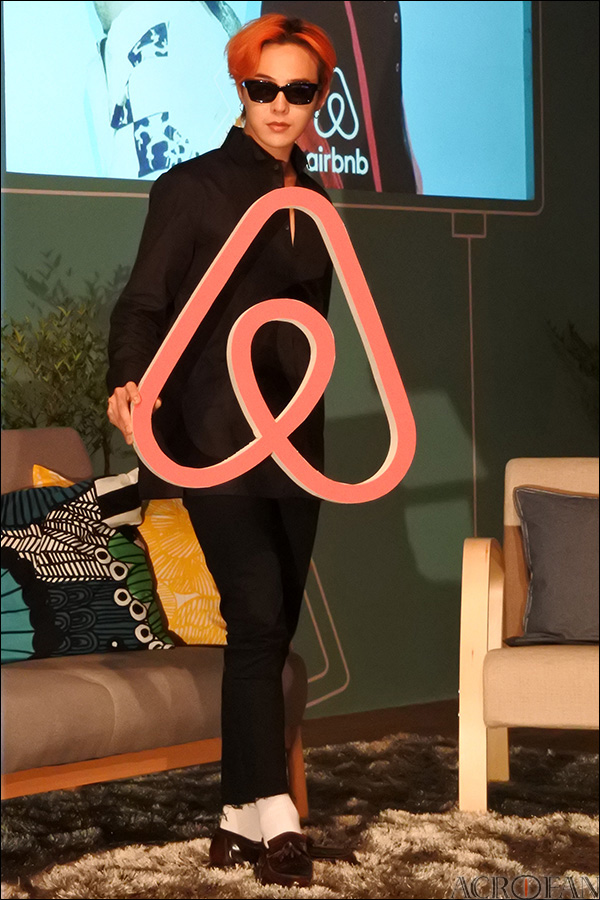
G-Dragon durante evento da Airbnb em setembro de 2015.

Durante o ano de 2014, G-Dragon escreveu e produziu canções para outros artistas da YG Entertainment, como a canção "Good to You" do álbum Crush do 2NE1, além de "Ringa Linga" e "Stay With Me", onde realizou uma participação nesta última, pertencentes ao álbum Rise de Taeyang. Em novembro, G-Dragon e Taeyang formaram uma dupla para lançar o single "Good Boy", que posicionou-se no topo da Billboard World Digital Songs, tornando a dupla o terceiro artista coreano a alcançar tal feito. Em dezembro do mesmo ano, G-Dragon colaborou com os produtores musicais Skrillex e Diplo, bem como a sua companheira de gravadora CL, na canção "Dirty Vibe", tornando-os primeiros artistas coreanos a entrarem nas paradas da Billboard de Hot Dance/Electronic Songs em número dezenove e em Dance/Electronic Digital Songs em número 21.
No ano seguinte, G-Dragon dedicou-se as atividades promocionais do Big Bang, adicionalmente, ele escreveu e produziu uma canção para o grupo recém-estreado iKon, para seu álbum Welcome Back. Além disso, ele realizou uma participação no festival de música realizado pelo programa Infinite Challenge, pela terceira vez consecutiva, desta vez formando uma equipe com Taeyang e o cantor Kwanghee. O trio lançou a canção "Mapsosa", que atingiu a segunda posição na Gaon Digital Chart e vendeu mais de um milhão de cópias até o final do ano, tornando-se uma das canções mais vendidas de 2015. No ano seguinte, G-Dragon prosseguiu com as atividades promocionais do Big Bang durante todo o ano. Adicionalmente, ele atuou pela primeira vez no especial de suspense com dois episódios do segmento Muhan Company do programa Infinite Challenge. No mesmo ano, ele ainda colaborou com o produtor musical Baauer, em sua canção "Temple", para seu álbum de estreia Aa, juntamente com a rapper britânica M.I.A. A canção atingiu a posição de número 36 na Dance/Electronic Digital Songs e de 26 na Hot Dance/Electronic Songs, tornando-o primeiro artista masculino coreano, a ingressar duas vezes em ambas as paradas da Billboard.

### 2017–presente:Kwon Ji Yong, segunda turnê mundial e serviço militar obrigatório
Após as promoções do Big Bang encerrarem-se no início de 2017, G-Dragon começou a preparar-se para o lançamento de seu novo álbum, juntamente com a realização de uma turnê mundial. Previamente a este lançamento, ele realizou colaborações com outros artistas, participando da canção "Complex" de Zion.T de seu EP OO, que atingiu a posição de número dois na Gaon Digital Chart. e servindo como um rapper convidado na faixa título "Palette" do álbum de mesmo nome de IU, que posicionou-se no topo da Gaon Digital Chart por duas semanas consecutivas.
Em 8 de junho, G-Dragon lançou o single "Untitled, 2014" simultaneamente ao EP Kwon Ji Yong, com este último sendo lançado em formato USB e não no método tradicional em CD, o que gerou discussões na Coreia do Sul, sobre ele ser classificado formalmente como um álbum. Isto gerou críticas a Gaon, que negou-se a considerar-lo um álbum oficial. Entretanto, a tabela inverteu sua decisão reconhecendo o formato em 1 de janeiro do ano seguinte. Kwon Ji Yong alcançou a primeira posição na parada do iTunes Top Albums de 46 países, estabelecendo um recorde para um artista coreano. Nos Estados Unidos, o EP tornou-se seu álbum mais vendido em apenas um dia e lhe rendeu sua terceira entrada na Billboard 200, além de tornar-se seu primeiro número um na Billboard Heatseeksers Albums. Adicionalmente, Kwon Ji Yong conquistou o feito de permanecer no topo da Billboard World Albums por duas semanas consecutivas, levando G-Dragon a ser o primeiro solista a fazê-lo. Na China, suas vendas atingiram um milhão de cópias após seis dias de lançamento, tornando-o álbum mais rápido a fazê-lo. Em 10 de junho, G-Dragon iniciou sua segunda turnê mundial intitulada Act III: M.O.T.T.E World Tour no Seul World Cup Stadium. A turnê visitou 29 cidades da Ásia, América do Norte, Europa e Oceania e tornou-se a maior já realizada por um artista coreano nos Estados Unidos e Europa e a maior turnê já realizada por um artista solo coreano, obtendo um público total de 654,000 mil pessoas em todo o mundo. Em complemento a turnê, um documentário contendo cenas de seus bastidores foi lançado através do YouTube Premium em setembro de 2018.
Em 27 de fevereiro de 2018, G-Dragon iniciou seu serviço militar obrigatório no campo de treinamento da 3ª Divisão de Infantaria, na província de Gangwon, como um soldado do serviço ativo. Em 17 de maio de 2018, foi noticiado que ele havia sido submetido a uma cirurgia no tornozelo direito devido a lesões preexistentes. Em 25 de junho, a agência de mídia sul-coreana Dispatch informou que G-Dragon estava recebendo tratamento especial no Hospital das Forças Armadas de Yangzhou durante sua estadia de recuperação. Mais tarde, a YG Entertainment, assim como o Ministério da Defesa divulgaram declarações negando a alegação. Uma petição com o intuito de encerrar as atividades da Dispatch foi criada no site do governo sul-coreano, com a justificativa de que a mesma estava lançando artigos fabricados na tentativa de entretenimento, sem qualquer respeito à validade das notícias e como elas afetariam os envolvidos.
Em 26 de outubro de 2019, G-Dragon foi oficialmente dispensado do serviço militar obrigatório.

## Características artísticas

### Estilo musical e letras
Inspirado pela música do grupo Wu-Tang Clan e citando o cantor estadunidense Pharrell Williams como seu "herói musical", a discografia de G-Dragon é predominantemente pertencente ao hip hop. Ele também lista Jinusean, Fabolous e Kanye West como suas influências. Em 2001 aos treze anos, participou do álbum anual Hip Hop Flex, na tentativa de impulsionar sua carreira como artista de hip hop. Ao estrear como integrante do Big Bang em 2006, G-Dragon produziu principalmente canções de hip hop para os primeiros materiais do grupo, antes do quinteto ramificar-se para a música eletrônica, definindo-a como a nova tendência musical na Coreia do Sul. Enquanto o grupo continuou a incorporar uma gama diversa de gêneros musicais em seus materiais, G-Dragon se concentra principalmente no hip hop em seus lançamentos solo e nas duas subunidades das quais faz parte (GD&TOP e GD X Taeyang), a fim de contrastar com os materiais do Big Bang.
Seu primeiro álbum de estúdio, Heartbreaker (2009), incorpora uma mistura de gêneros que incluem dance, hip hop e R&B. Enquanto o hip hop, a música eletrônica e acústica, influenciaram a produção de GD&TOP. Os lançamentos posteriores de G-Dragon, também destacam-se pela adição de outros gêneros musicais com o hip hop, como ocorre nas canções "Crayon" e One of a Kind", retiradas do EP One of a Kind (2012), que possuem elementos de música eletrônica e pop-rap, respectivamente. Com o álbum Coup d'Etat (2013), G-Dragon realizou uma mistura de hip hop, dubstep, rock, electro e pop. A canção que dá nome ao álbum, foi descrita por Jessica Oak da Billboard, como influenciada pelo trap de andamento lento. Em oposição a "Crooked", caracterizada como um "pop-punk sintetizado" fundido através de "batidas intensas com riffs de guitarra" e "Niliria", que foi notada por soar étnica e surrealista. Em Kwon Ji Yong (2017), G-Dragon continuou sua incursão pelo hip hop, adicionado de R&B e pop. Sua faixa título "Untitled, 2014", foi elogiada por conter o mesmo cantando apenas com um "acompanhamento de piano".
G-Dragon escreve a maioria das letras de suas canções, explicando o processo em que "cada sentimento [na criação da música] é diferente", ele utiliza-se de suas próprias emoções para direcionar o conteúdo lírico e a composição das canções. Preferindo escrever letras que "soam como uma história real", ele  declarou que injeta ao longo de seu processo de composição "uma sensação de mistério", escrevendo canções que se assemelham a filmes de terror como em "She's Gone", "Window" e "That XX". David Bevan da revista Spin considera que sua música é "ousada para os padrões do K-pop, extremamente inovadora por qualquer padrão" e que o rapper parece "não ter medo de avançar constantemente". Aisha Gani do The Guardian, observou que suas músicas destacam-se por "temas mais profundos, incluindo autodestruição e narcisismo". Exemplo observado nas letras de "A Boy", que tornou-se uma resposta às críticas negativas que cercaram sua controvérsia de plágio em 2009, com o artista recusando-se a abandonar sua carreira, apesar dos contratempos. Em "That XX" G-Dragon utilizou-se de linguagem explícita para descrever a angústia de se perder alguém que se ama para outra pessoa, tornando-a inadequada para ouvintes menores de dezenove anos na Coreia do Sul. Discutindo temas como dinheiro e fama, a canção "One of a Kind" é muitas vezes referenciada como um de seus melhores trabalhos, e foi listada pela revista Ize como uma de suas melhores composições. "Middle Fingers Up" de Kwon Ji-Yong (2017) discute o número decrescente de suas relações pessoais e seu círculo social cada vez menor e em "Untitled, 2014", ele assume uma abordagem mais arrependida, com seu tema lirico sendo descrito como "uma carta para um amor do passado".
G-Dragon também explorou outros temas como compositor do Big Bang: "If You" (2015) foi inspirada em uma época em que revelou estar apaixonado e "Bae Bae" (2015)  no erotismo das pinturas do artista anglo-irlandês Francis Bacon, enquanto "Loser" (2015) foi escrita como uma tentativa de humanizar o grupo. A fim de se distinguir de outros artistas e compositores, G-Dragon admite "mudar de direção em cada esquina e evocar [uma] história diferente" com cada parte de sua música, reconhecendo que, embora seus refrões sejam a parte mais atraente de sua música, ele gostaria que todas as partes sejam lembradas. Além de produzir canções para o Big Bang e para seus companheiros de grupo Taeyang, Seungri e Daesung, G-Dragon também produz materiais para outros artistas da YG Entertainment. Descrito muitas vezes como perfeccionista, ele é considerado bastante crítico durante suas sessões de gravação.

### Saída da YG-2023
A YG Entertainment emitiu um comunicado confirmando o fim do contrato de exclusividade de G-Dragon com a empresa
O artista e a companhia trabalham juntos em um novo contrato para as atividades de publicidade do rapper. Há também discussões para um novo acordo em relação à carreira musical de G-Dragon, que faz parte do grupo de K-Pop BIGBANG.

### Contrato com Warner Music -2023
No início do dia 28, a mídia estrangeira informou que G-Dragon se juntou à Warner Music e que o cantor visitou recentemente o escritório da Warner Music Records em Los Angeles, Califórnia.
Posteriormente, fotos da placa eletrônica com a foto de G-Dragon e a frase “WELCOMES G-DRAGON”, semelhante à foto enviada pelo próprio G-Dragon recentemente, no escritório da Warner Music Records, se espalharam amplamente em comunidades online. Considerando o fato de G-Dragon estar atualmente listado entre os artistas do Warner Music Group, os internautas acreditam que G-Dragon assinou com a gravadora.

### -Performances ao vivo

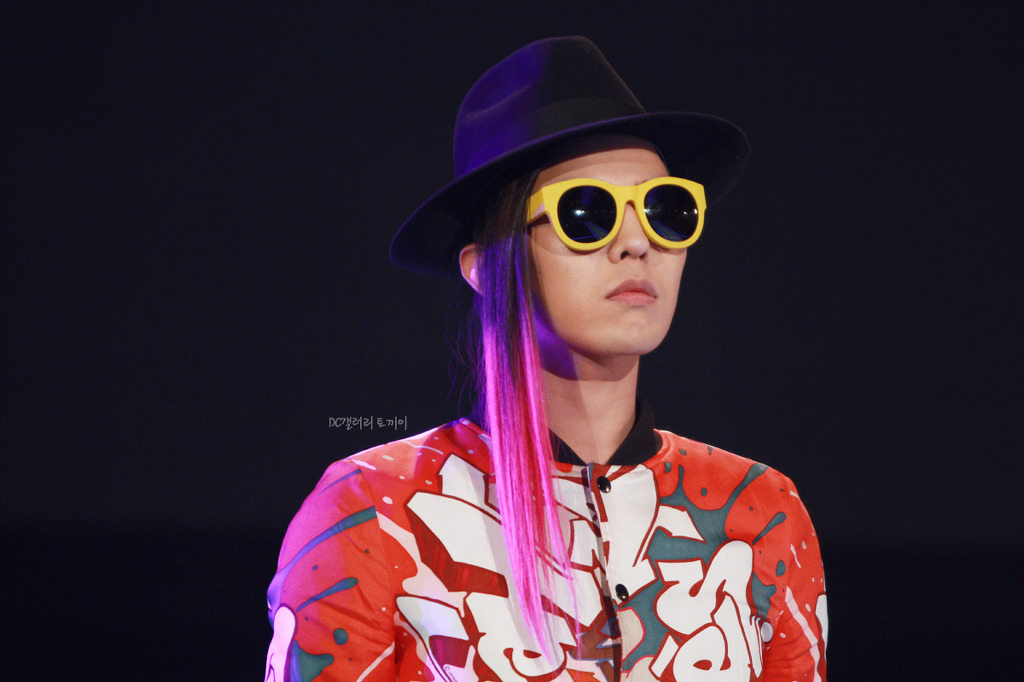
G-Dragon com vestimenta da turnê Alive Galaxy Tour em 2012.

As produções de palco de G-Dragon são descritas pela Billboard como sendo de larga escala, dramáticas e inspiradas em sua personalidade, onde incorpora-se uma banda ao vivo com dançarinos profissionais, várias mudanças de figurino, manipulação de luzes de palco e o uso de pirotecnia. Seu figurino é considerado um elemento de destaque. Para a revista Dazed G-Dragon possui a "rara habilidade de oscilar despreocupado e selvagem em suas escolhas de vestuário" para montar figurinos que façam o "ridículo tornar-se sublime, o impraticável dentro do necessário". Suas apresentações e presença de palco são bem recebidas pela crítica especializada. Em uma resenha de sua One of a Kind World Tour, a Billboard afirmou que G-Dragon era um "artista altamente enérgico" e estava ampliando suas fronteiras com a turnê, descrita como "vibrante" e comparada como estando no nível de turnês do cantor estadunidense Michael Jackson. Kim Ji-yeom escrevendo para o website Mwave, destacou que em seu concerto realizado em Seul, G-Dragon "preenchia perfeitamente todos os cantos do palco com sua presença solo". Sua segunda turnê mundial, Act III: M.O.T.T.E World Tour também recebeu críticas positivas e foi notada como sendo mais intimista. Riddhi Chakraborty da Rolling Stone India elogiou-o por apresentar "coreografias precisas" com "entusiasmo [...] inabalável e honestidade brutal" em uma análise de seus concertos realizados em Bancoque. Para Kimberly Lim, do The New Paper, a ideia da apresentação realizada em Macau "era simples, mas ainda profunda" e elogiou como o G-Dragon "provou ser um artista multifacetado - aquele que é capaz de cantar músicas alegres e energéticas e cantar emocionalmente baladas enquanto dança".

## Imagem pública
G-Dragon é um artista que mantém um rígido controle sobre sua carreira, se opondo publicamente à ideia de cantores como "produtos" na indústria do entretenimento e sendo um crítico de empresas que não dão a seus artistas controle criativo. Além disso, ele tornou-se conhecido por reinventar seu estilo e imagem ao longo dos anos, sendo muitas vezes descrito como o membro "mais fashionista" do Big Bang. Durante as promoções do grupo para o EP Always (2007), G-Dragon fez uso constante de lenços triangulares como parte de sua vestimenta, o que tornou-se uma tendência entre os adolescentes e o acessório foi apelidado posteriormente de "lenços Big Bang". Mais tarde, a fim de promover o álbum Heartbreaker, ele mudou seu penteado tingindo seu cabelo de loiro, o que ganhou popularidade entre seus fãs, tornando-se um dos principais penteados daquele ano. No decorrer de sua carreira, o mesmo tem alterado seu visual através de diferentes tons e cortes de cabelo inúmeras vezes. Além disso, é conhecido por sua aparência andrógina, com o Korea JoongAng Daily descrevendo-o como "uma notável estrela que cria um estilo sem gênero", e observando como sua imagem se desvia do gênero fixado para homens e mulheres. A revista Vogue afirmou que sua aparência andrógina ou além de gênero, desafia uma "sociedade que mantém os valores tradicionais patriarcais e uma aderência notável aos ideais de beleza fabricados".
Consciente desde o início de sua carreira sobre seu papel como músico e de seu trabalho, G-Dragon declarou que havia "mudado muitas coisas", incluindo seu tom de voz, porque estava ciente a cerca de seu trabalho "quando estava na frente das pessoas". Sabendo que sua imagem pública é importante ao promover seus materiais, ele declarou em entrevista ao Asiae que: "o que o público vê em mim é minha ação, então é minha culpa se eu expuser a intenção errada". Com o passar dos anos, admitiu estar mais relaxado e afirmou: "não faço mais música ou me visto para impressionar as pessoas ao meu redor. Não tento estar consciente [sobre música e moda]". Após o lançamento de seu EP Kwon Ji Yong, o mesmo declarou que criou originalmente o alter ego G-Dragon a fim de manter o artista separado de quem ele realmente é. Para o Seoul Beats, G-Dragon é "glamuroso, pretensioso e enérgico", em comparação a personalidade de sua vida real considerada "modesta e discreta". Em uma entrevista concedida a revista Elle em 2017, ele descreveu G-Dragon como alguém que é "cheio de autoconfiança" e "uma pessoa mais chique e forte" enquanto Kwon Ji-yong é um "rapaz introvertido" com "muitos pensamentos em sua mente ".

[...] "No mundo de G-Dragon, a moda pode ser divertida, brincalhona e alegre, em vez de exigente e séria. O vestuário poderia ser a expressão de sua identidade ou ser algo que você está experimentando - um estado de espírito, um desejo ou uma ideia. Ele foi pós-moderno no melhor sentido da palavra. Provou que você pode de alguma forma, ser toda e qualquer coisa".

— E.Alex Jung da  Vulture, sobre a evolução de G-Dragon na moda.
A moda de G-Dragon foi descrita como "peculiar e experimental" por Rushali Pawar da publicação International Business Times, enquanto Taylor Glasby da Dazed, caracterizou seu estilo como "fluido e de grande alcance", chamando-o de um "camaleão de estilo natural". Monica Kim da Vogue, admirou sua "estranha habilidade de ter um estilo grandioso que permanece legal". Enquanto Joe Coscarelli, do The New York Times, o nomeou como "um ícone de estilo, um camaleão que muitas vezes faz Lady Gaga, que está no auge da era, parecer séria". G-Dragon conquistou destaque na moda o que o levou a participar de diversas matérias em revistas especializadas como W, Dazed, Hypebeast, Elle, Vogue, e em editoriais para Harper's Bazaar, Esquire e revistas asiáticas. Em 2012, ele foi escolhido pelo The Chosun Ilbo como a Celebridade Mais Bem Vestida do Ano. Em 2014, foi escolhido como uma das Estrelas Mais Bem Vestidas da Moda de Rua pela revista New York. G-Dragon foi incluído também na lista dos 500 líderes globais de moda da Business of Fashion em 2015 e 2016, tornando o único artista de K-pop do mesmo. Adicionalmente, também tornou-se o único coreano incluído na lista das 100 Pessoas mais Influentes e Inovadoras da Hypebeast.

### Empreendimentos
Em 2012, G-Dragon construiu uma pousada como um presente para a sua família. Fãs também podem se hospedar no local, que é administrado como um negócio por seus pais. Em 20 de outubro de 2015, ele abriu oficialmente o seu primeiro café, de nome Monsant Cafe, localizado na ilha de Jeju. A banda indie sul-coreana Hyukoh foi o primeiro artista a apresentar-se no local em setembro de 2015. Em 2017, seu segundo café de nome Untitled, 2017, foi construído juntamente com uma pista de boliche desenhada pelo mesmo. O empreendimento está localizado dentro do complexo da YG Entertainment no resort Jeju Shinhwa World, local em que G-Dragon é embaixador.

### Ações em publicidade
G-Dragon juntamente com o Big Bang, tornaram-se as celebridades mais bem pagas em campanhas publicitárias no ano de 2011. Em agosto de 2015, G-Dragon uniu-se a Airbnb para ser o seu rosto no mercado asiático. Em 2016, ele foi contratado pela Shinsegae, a maior loja varejista da Coreia do Sul e suas mercadorias tiveram um aumento nas vendas de 49% na loja da YG Entertainment. Como parte de seu centésimo aniversário, a marca de vestuário esportivo italiano Kappa, contratou G-Dragon, que recebeu cerca de $ 1,9 milhão de dólares da mesma. No mesmo ano, ele foi selecionado para ser o representante de um veículo da Hyundai. O mesmo compareceu a uma feira de automóveis em Pequim, onde reuniu um público de dez mil pessoas. No ano seguinte, G-Dragon realizou campanhas publicitárias para a Vidal Sassoon na China, para as linhas Air e Vapormax da Nike, levando a esta última, a esgotar-se nas lojas online sul-coreanas. Além disso, ele foi anunciado como o embaixador oficial do resort de luxo Jeju Shinhwa World, localizado na ilha de Jeju, onde participou diretamente de seu desenvolvimento, projeto e planejamento de conceito.

### Criações na moda e arte
Em 2013, G-Dragon realizou uma parceria com a Ambush, para um lançamento colaborativo especial, que incluiu items de vestuário e acessórios contendo sua assinatura como destaque. Um ano depois, ele se associou com a joalheira Chow Tai Fook Enterprises e lançou uma coleção desenvolvida por ele próprio. No ano de 2015, abriu uma exposição de arte, sob o nome de Peaceminusone: Beyond the Stage. A mesma apresentou duzentas obras de arte de doze artistas nacionais e internacionais, incluindo Michael Scoggins, Sophie Clements e James Clar. Seu objetivo foi o de reunir arte moderna e cultura pop para "introduzir artistas nacionais ao público, que não estão familiarizados com arte ou que acham-na inacessível". A mostra foi realizada no Seoul Museum of Art, de 6 de junho a 23 de agosto. Ainda no mesmo ano, G-Dragon lançou uma colaboração com Giuseppe Zanotti e desenhou dois estilos de sapato unissex.

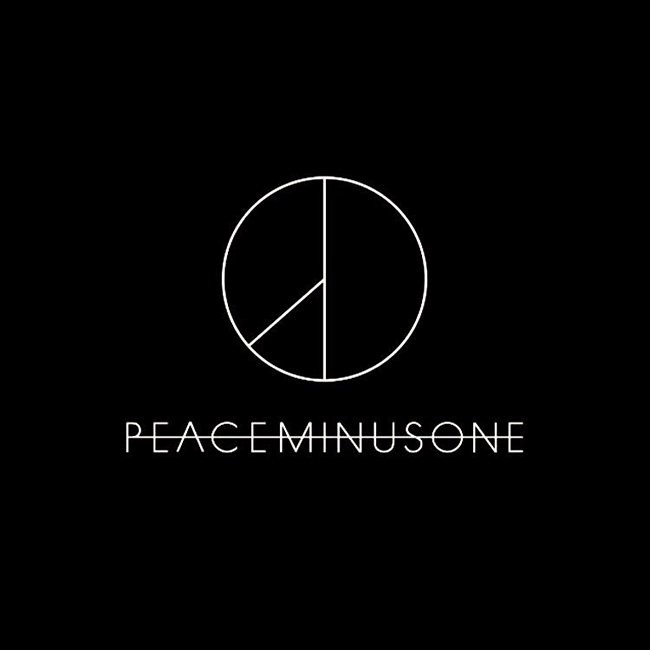
Logotipo da Peaceminusone

G-Dragon desenvolveu no ano de 2016, a sua primeira coleção de moda de rua, que foi lançada pela marca 8 Seconds, parte do Samsung C&T Fashion Group. A coleção apresentou peças consideradas "sem gênero", tornando-se adequadas tanto para homens como para mulheres. Em outubro do mesmo ano, ele lançou sua própria marca de roupas e acessórios, intitulada Peaceminusone, em parceria com a estilista Gee Eun. Contendo itens que incluíam camisetas, bonés, jóias e fones de ouvido, a linha foi vendida inicialmente em uma loja online e mais tarde, em lojas físicas da Dover Street Market em Londres e em Seul. A sua marca colaborou ainda com a Ambush, no lançamento de uma coleção de jeans, estabelecendo sua terceira colaboração com a marca. Adicionalmente, G-Dragon estrelou a campanha oficial da marca coreana Juun.J com Taeyang e tornou-se embaixador da marca de grife francesa Chanel, onde realizou uma campanha para uma bolsa da mesma em 2017, juntamente com o cantor Pharrell.
Durante o ano de 2017, G-Dragon abriu lojas temporárias de sua marca Peaceminusone, que iniciou-se em Seul. Posteriormente, ele juntou-se à butique Alchemist para lançar uma loja temporária de seis dias de duração em Miami. Durante a sua segunda turnê mundial, ele continuou a abrir lojas temporárias em locais de suas apresentações, como Osaka e Hong Kong. Uma colaboração com a Vogue, intitulada Peaceminusone X Vogue, foi lançada com a venda de vestuário de edição limitada em uma loja temporária de Seul. Ainda no mesmo ano, G-Dragon lançou uma colaboração com o varejista francês Colette, que foi disponibilizado para compra em sua loja online.

### Filantropia
Ao longo de sua carreira, G-Dragon tem apoiado inúmeras organizações e ações de caridade. Em 2013, durante o último concerto de sua turnê mundial, um estande foi montado, onde fãs poderiam realizar doações para a construção de um pesqueiro no Haiti, em colaboração com a campanha With da YG Entertainment, com o qual ele já havia apoiado para ajudar a construir uma escola no Nepal. No mesmo evento, G-Dragon e seus fãs de catorze países diferentes, doaram 9,9 toneladas de arroz, que foi enviado para ajudar crianças desnutridas, idosos que viviam sozinhos e outras pessoas necessitadas. Além disso, doações em dinheiro são realizadas em seu nome por fãs e por ele mesmo. Em 2011 seus fãs doaram o equivalente a ₩ 50 milhões de wones em seu nome para o Hospital da Universidade Nacional de Seul e um ano depois, ele mesmo realizou uma contribuição para ajudar crianças enfermas a obterem tratamento. Em 2017, seu nome foi gravado em uma placa em homenagem àqueles que contribuíram com ₩ 100 milhões de wones ou mais para o local. Adicionalmente, foi noticiado que G-Dragon realiza doações de cerca de ₩ 81.8 milhões de wones todos os anos em seu aniversário. Em maio de 2017, através da colaboração de seus fãs e de uma organização de plantio florestal, uma floresta contendo árvores de frutas cítricas foi oficialmente aberta na cidade de Seogwipo, na ilha de Jeju. Nomeada com o seu nome real, seu intuito é de que as frutas colhidas do local sejam doadas para eventos de caridade.
Além da realização de doações, G-Dragon utiliza sua imagem para aumentar a conscientização de múltiplas causas, o que inclui a Agência das Nações Unidas para os Refugiados e a Campanha Vermelha para combater a AIDS.

## Prêmios e reconhecimento
G-Dragon tem recebido inúmeros prêmios e indicações ao longo de sua carreira, tendo vencido dois prêmios no Golden Disc Awards, Korean Music Awards, MBC Entertainment Awards e World Music Awards, além de sete Mnet Asian Music Awards e seis Melon Music Awards, entre diversos outros prêmios. Seu primeiro álbum de estúdio coreano Heartbreaker (2009), é o único álbum de um solista que venceu o prêmio de Álbum do Ano no Mnet Asian Music Awards. Em 2008, G-Dragon foi homenageado com um dos prêmios de Homens Mais Influentes do Ano, promovido pela revista Arena, e em 2013, como o Ícone de Estilo do Ano, pelo Style Icon Asia, sendo o primeiro cantor solo a vencer o prêmio sozinho. Ele foi escolhido ainda pela revista GQ Korea, como o Homem do Ano em 2015 e no ano seguinte, por suas contribuições à cultura pop, G-Dragon foi homenageado durante a Premiação de Cultura Pop e Artes da Coreia, realizada pelo Ministério da Cultura, Esportes e Turismo da Coreia do Sul, em reconhecimento a sua influência e êxito nos setores de música e moda.

## Legado
Descrito como um "cantor e compositor genial", o papel de G-Dragon na produção de muitos dos materiais do Big Bang desde o início de sua carreira, foi considerado algo "incomum" na época, já que a maioria dos grupos de K-pop eram fabricados ao invés de produzirem seu próprio material. Seu envolvimento na música, moldou a forma como os novos grupos de ídolos passaram a interagir com sua música, com o The Korea Times reconhecendo que sua "popularidade e reconhecimento sem precedentes" inspirou muitos jovens com pretensão a serem ídolos, a tornarem-se cantores e compositores". Os artistas que citaram seu trabalho como influência incluem Zico, BamBam do Got7, S.Coups do Seventeen, Jaden Smith, Younha, One, Lee Seung-hwan, Kim Eana DinDin, e Grimes, que afirmou que o K-pop, e em particular G-Dragon, influenciou visualmente seu estilo musical "mais do que qualquer outra coisa". Além disso, Jungkook do BTS revelou que foi a canção "Heartbreaker" de G-Dragon, que o fez querer tornar-se um cantor,enquanto o vencedor do programa Mix Nine, Woo Jin Young, afirmou que sua canção "This Love" o inspirou a ser um rapper.
A Korea Music Copyright Association (KMCA) lista mais de 160 canções registradas sob o nome de G-Dragon, em 2015, seus ganhos anuais com direitos autorais de canções, foram estimados em mais de $ 700 000 dólares. Ele foi o cantor e compositor em turnê mais bem pago na Coreia do Sul, bem como o mais jovem a ser mencionado em uma lista de compositores sul-coreanos, que receberam o maior valor de direitos autorais de composição no ano de 2012. Ademais, G-Dragon foi destaque na lista das "Cinquenta razões pelas quais Seul é a melhor cidade" realizada pela CNN em 2011 e encabeçou a lista das "Entidades mais influentes do K-Pop" da Ilgan Sports em 2013. Durante três anos consecutivos, fez parte da lista da Forbes Coreia referente a "Líderes poderosos da Coreia em 2030". Em 2018, 35 executivos de empresas da indústria musical sul-coreana escolheram G-Dragon como o melhor solista do país, enquanto a ABS-CBN listou-o como seu ídolo favorito do K-pop, citando sua criatividade, dedicação e trabalho duro como fatores de sua escolha. No mesmo ano, G-Dragon ainda integrou a lista referente aos 30 melhores membros de boybands realizado pelo The Guardian.
A influência de G-Dragon na música pop coreana, foi reconhecida por diversas publicações da mídia, incluindo a Rolling Stone, Dazed e Vogue. Através de sua carreira artística multifacetada, popularidade e nível de influência, ele passou a ser comparado com o cantor Michael Jackson pela Billboard, Vogue  e i-D, que o aclamou  como o "Michael Jackson do milênio".

## Vida pessoal
Em 2008 G-Dragon matriculou-se na Universidade Kyung Hee, a fim de ingressar no Departamento de Música Pós-Moderna. Entretanto, devido sua agenda de compromissos artísticos, ele desistiu do curso e optou por cursar Estudos de Esportes de Lazer pela Universidade Virtual Gukje, obtendo em 2013, seu diploma de Bacharel. Em 2016, concluiu seu Mestrado em Distribuição de Conteúdo e Varejo pela Universidade Sejong. Planos para ingressar em um curso de Doutorado foram adiados a fim de G-Dragon realizar seu alistamento militar obrigatório.
Em 2018, o website de notícias The Gazette Review, estimou o patrimônio líquido de G-Dragon em $ 40 milhões de dólares.

### Polêmicas
Em uma night Japonesa, G-Dragon acabou aceitando um cigarro de maconha sem saber. Segundo G-Dragon, ele estava muito bêbado e não sabia que ao invés de ser um cigarro comum ele estava fumando um cigarro com maconha, mas ele suspeitou por causa do cheiro. O testa para uso de maconha deu negativo, mas o cantor recebeu uma ‘punição’ de sua empresa e ficou suspenso de suas atividades e lhe deu tempo para refletir sobre seus atos. Apesar de ter sido inocentado, o caso marcou a mídia coreana e o G-Dragon só veio falar sobre caso dois anos depois.
O cantor Kwon Ji Yong, conhecido como G-Dragon, causou mal-estar entre internautas ao publicar em seu Instagram uma foto com o rosto pintado de preto. No entanto, a imagem de G-Dragon foi rapidamente considerada racista por seus seguidores.
um representante de G-Dragon afirmou que a foto não tinha a intenção de ser um comentário sobre raça ou política. "GD estava simplesmente usando diferentes cores de tinta facial e isto é um grande mal-entendido", afirmou o porta-voz em e-mail enviado à "Spin". "A tinta facial é apenas uma variação de cor para a capa de seu álbum, que inclui preto, branco e vermelho"

## Discografia
Álbuns de estúdio
- Heartbreaker (2009)
- Coup d'Etat (2013)

Extended plays (EPs)
- One of a Kind (2012)
- Kwon Ji Yong (2017)

## Filmografia
- Kwon Ji Yong (권지용) Act III: Motte (2018)

## Turnês e concertos
- Shine a Light (2009)
- One of a Kind World Tour (2013)
- Act III: M.O.T.T.E World Tour (2017)